# Комеч Олексій Ілліч
Комеч Олексій Ілліч (8 серпня 1936—28 лютого 2007, Москва) — доктор мистецтвознавства, автор 80 наукових праць по історії візантійської та давньоруської архітектури. Директор Державного інституту мистецтвознавства в Москві.

## Життєпис
- 1959 р. — закінчив МДУ ім. М. В. Ломоносова, факультет історії мистецтв
- 1972 р. — захистив кандидатську дисертацію (науковий керівник — Лазарев В. М.)
- 1989 р. — захистив докторську дисертацію.
- З 1958 р. працював в Державному науково-дослідному музеї архітектури імені Щусєва
- У 1960—1964 та у 1966—1979 рр. — викладач на історичному факультеті МГУ.
- З 1969 р. науковий співробітник, з 1989 р. зав. сектором історії давньоруського мистецтва Державного інституту мистецтвознавства.
- У 1991—1993 рр. — директор Державного науково-дослідного музею реставрації мінкульту РФ.
- З 1993 р. — директор Державного інституту мистецтвознавства. Був членом Міжнародного наукового комітету ICOMOS по збереженню культурного спадку 20 століття.

Через захист історичної забудови у Москві та Петербурзі Комеча притягли до суду.
Помер в Москві, похований на Ваганьківському цвинтарі.

## Друковані твори
- Комеч А. И. Русские монастыри. История и культура X—XVII столетия.. — 2001. — 240 с. — 2000 экз. — ISBN 5-901721-01-2
- Комеч А. И. Древнерусское зодчество конца X — начала XII в.. — М.: Наука, 1987. — 20000 экз.
- Комеч А. И., Михайлов К. П. и др. Архитектура и ландшафты России. Черная книга. Утраты. — М.: Искусство — XXI век, 2003. — 3500 экз. — ISBN 5-98051-006-0
- ΣΟΦΙΑ. Сборник статей в честь А. И. Комеча. — М.: Северный паломник, 2006. — ISBN 5-94431-201-7